# Mont-Carmel (Île-du-Prince-Édouard)
Pour les articles homonymes, voir Mont-Carmel (homonymie).
 (décembre 2016).
Si vous disposez d'ouvrages ou d'articles de référence ou si vous connaissez des sites web de qualité traitant du thème abordé ici, merci de compléter l'article en donnant les références utiles à sa vérifiabilité et en les liant à la section « Notes et références ».
Pour les articles homonymes, voir Carmel.
Mont-Carmel est un village canadien situé dans la région Évangéline de l'Île-du-Prince-Édouard. Sa population est acadienne.

## Culture et patrimoine

### Personnalités
- Pierre-Paul Arsenault (Tignish, 1866 – Mont-Carmel, 1927) prêtre catholique, éducateur, agriculteur et folkloriste[2].

### Architecture et monuments
L'église de la paroisse Notre-dame-du-Mont-Carmel, constituée d'une structure néogothique, a été érigée par l'architecte René-Pamphile Lemay, fils de Pamphile Lemay, traducteur du poème Évangéline. Construite en 1898, cette église est la troisième à desservir la paroisse. Elle surplombe la mer et compte 450 000 briques toutes fabriquées localement à Cap Egmont. Des visites guidées de l'église se font en été. Une vidéo du réalisateur Denis Robert et ayant comme narrateur l'historien Georges Arseneault est présentée aux visiteurs afin de leur expliquer l'historique du bâtiment.
Le Village de l'Acadie, était la reconstitution d'un village historique acadien. Il rendait compte de l'odyssée du peuple acadien. Il était possible d'y loger, d'assister à des soupers-spectacles et d'y déguster de la nourriture typiquement acadienne. L'exposition est aujourd'hui fermé.